# ری ریچموند
ری ریچموند (انگلیسی: Ray Richmond؛ زادهٔ ۱۹ اکتبر ۱۹۵۷) روزنامه‌نگار اهل ایالات متحده آمریکا است. یک منتقد سندیکایی جهانی و مقاله‌نویس سرگرمی/رسانه ای است. ریچموند همچنین به‌عنوان نویسنده فیلم و سرگرمی، گزارشگر و منتقد تلویزیونی برای نشریات مختلف از جمله اخبار روزانه لس آنجلس، ددلاین هالیوود، هالیوود ریپورتر، لس آنجلس تایمز، انجمن صنفی کارگردانان آمریکا پنت‌هاوس (مجله) ] کار کرده‌است.